# Lourdes Arizpe
María de Lourdes Arizpe Schlosser (1945, México), citada habitualmente como Lourdes Arizpe, en 1964, obtuvo su Certificado de Estudios Franceses en la Universidad de Ginebra, Suiza; en 1965, estudió historia en la Facultad de Filosofía y Letras de la Universidad Nacional Autónoma de México. Obtuvo la licenciatura en etnología en 1985 en la Escuela Nacional de Antropología e Historia, de México. También, el doctorado en antropología social, en la London School of Economics and Political Science, en Inglaterra. Recibió un doctorado Honoris Causa de la Universidad de Florida en Gainesville, Estados Unidos, en el 2010.[cita requerida]
Es profesora de universidades en antropología, titular de cátedra en la Universidad Nacional Autónoma de México y ha sido directora del Museo Nacional de las Culturas Populares y secretaria de la Academia Mexicana de Ciencias. Entre 1994 a 1998, fue directora general Adjunta de la UNESCO, en el área de la Cultura; presidenta de la Conferencia Mundial del Estatus del Artista, presidenta de la Conferencia Intergubernamental de Políticas Culturales para el Desarrollo celebrada en Estocolmo, Suecia, en 1998. Fue miembro y secretaria general de la Comisión Mundial de Naciones Unidas para la Cultura y el Desarrollo.[cita requerida]
Ha sido presidenta del Consejo Mundial de Ciencias Sociales y miembro del Consejo Científico de la Organización Mundial de la Ciencia. Presidió la Junta Directiva del Instituto de Naciones Unidas para el Desarrollo Social (UNRISD), en Ginebra, Suiza.[cita requerida]

## Honores

### Distinciones
- Beca Fullbright-Hayes, 1978
- Beca John D. Guggenheim 1981
- Premio por servicios distinguidos a la cultura en el gobierno Pakistán,1997
- Caballero de la Orden de las Palmas Académicas de Francia, 2008
- Medalla al mérito académico de la Universidad Veracruzana, México
- Orden la venera del gobierno del Estado de Morelos, México
- Reconocimiento de El Colegio de México como pionera, junto a Flora Botton y a Elena Urrutia, de los estudios de género[4]

### Membresías
- Real Instituto de Antropología del Reino Unido

## Algunas publicaciones
- Kinship and economy in a Nahua Society. 1972
- Indians in the city: the case of the Marias. 1975
- Migration, ethnicity and economic change. 1978
- Peasants and migration. 1986
- Culture and development: an ethnographic study of a Mexican community. 1990
- Women and development in Mexico and Latin America. 1990
- Culture and Global Change: Social Perceptions of Deforestation in the Lacandona Rain Forest (1993). Edited, in Spanish: Contemporary anthropology in Mexico. 1993
- Anthropology in Latin America. 1993

### Libros
- ----------------------. 2004. Los retos culturales de México. Conocer para decidir/ Knows to Decide. Ed. UNAM Centro Regional de Investigaciones Multidisciplinarios. 388 pp. ISBN 9707015020

- ----------------------. 2004. Reabrir espacios públicos: políticas culturales y ciudadanía. Antropología (Plaza y Valdés (Firm). Compilador: Néstor García Canclini. Ed. Plaza y Valdés. 397 pp. ISBN 9707222530 en línea

- ----------------------. 2004. Antología sobre cultura popular e indígena: lecturas del seminario Diálogos en la Acción, primera etapa. Volumen 1 de Antología sobre culturas populares e indígena. Ed. CONACULTA, Dirección General de Culturas Populares e Indígenas. 258 pp. ISBN 9703505732

- ----------------------, guiomar Alonso. 2002. Cultura, comercio y globalización. en línea (enlace roto disponible en Internet Archive; véase el historial, la primera versión y la última). ISBN 9586710823

- ----------------------. 2001. Estudios latinoamericanos sobre cultura y transformaciones sociales en tiempos de globalización. 2. Colección Grupos de trabajo de CLACSO. Ed. Clacso - Libronauta. 267 pp.

- carlos Serrano, lourdes Arizpe S. 1993. Balance de la antropología en América Latina y el Caribe. Ed. UNAM. 589 pp. ISBN 9683629997 en línea

- lourdes Arizpe S. 1989. La mujer en el desarrollo de México y de América Latina. Ed. UNAM. 271 pp. ISBN 9683608582 en línea